# 밀러스 크로싱
《밀러스 크로싱》(영어: Miller's Crossing)은 1990년 미국의 갱스터 영화, 블랙 코미디 영화이다. 코언 형제의 장편으로 게이브리얼 번, 마샤 게이 하든, 존 터투로, 존 폴리토, J. E. 프리먼, 앨버트 피니가 출연한다.

## 줄거리
1929년, 금주법 시대의 미국 어느 도시를 배경으로, 톰 리건은 아일랜드 갱단의 보스 레오 오배넌의 오른팔이다. 레오는 연인 버나의 동생이자 도박사인 버니 번바움 때문에 이탈리아 갱단 보스 조니 카스파와 갈등을 겪게 된다. 버니는 카스파의 승부 조작 계획을 훔치고 있었고, 설상가상으로 버나는 레오 몰래 톰과도 연인 관계이다.
톰은 버나와 관계를 맺으면서도 레오에게 버니를 카스파에게 넘기라고 설득한다. 전쟁이 격화되고 레오가 암살당할 뻔하자, 톰은 자신의 불륜 사실까지 밝히며 버니를 보호하는 레오가 어리석다고 주장한다. 이에 레오는 분노하여 톰과 버나 모두와 관계를 끊는다.
일자리를 잃은 톰은 카스파에게 의탁하게 되고, 충성심을 증명하기 위해 버니를 죽이라는 명령을 받는다. 버니의 누나와 연인 관계인 톰은 어쩔 수 없이 카스파의 부하들과 버니를 밀러스 크로싱이라는 숲으로 데려간다. 버니는 목숨을 구걸하지만, 톰은 가짜로 총을 쏴 그를 살려주고 마을을 떠나게 한다. 카스파의 부하들은 속아 넘어가고, 톰은 위기를 넘긴다.
레오가 약해진 틈을 타 카스파는 도시의 보스로 군림하며 경찰을 장악하고 레오의 사업을 파괴한다. 카스파의 조직 내에서는 톰과 카스파의 심복인 에디 데인 사이에 긴장감이 흐른다. 에디는 톰이 버니를 죽인 것을 직접 확인하지 않았다는 사실을 알고 톰을 다시 밀러스 크로싱으로 데려가 확인하려 하지만, 그곳에서 발견된 시체는 버니가 아니라 에디의 연인 밍크였다. 밍크는 버니가 살해한 후 자신의 시신인 척 위장해 놓았던 것이다. 이 사실이 들통날까 불안해진 톰은 버니에게 협박을 받게 된다.
버니가 죽은 줄 알았지만, 계속해서 카스파의 승부 조작을 방해하는 인물이 나타나고, 톰과 에디는 서로가 배신자라고 카스파에게 모함한다. 톰은 밍크의 갑작스러운 실종을 이용해 에디와 밍크가 카스파를 배신했다고 꾸민다. 카스파는 톰과 에디 중 누구를 믿어야 할지 고민하다가 결국 에디를 살해한다.
톰은 버니와 카스파를 만나게 하여 서로 죽이게 만들 계획을 세운다. 계획대로 버니는 카스파를 죽이고, 톰은 버니를 속여 총을 빼앗고 과거 자신을 협박한 것에 대한 복수로 그를 죽인다.
카스파와 에디가 죽자 레오는 다시 도시의 보스로 돌아온다. 버니의 장례식에서 레오와 다시 잘 지내게 된 버나는 톰에게 냉담하게 대한다. 레오는 톰에게 다시 일자리를 제안하지만, 톰은 거절하고 떠나가는 레오를 지켜본다.

## 출연진
- 게이브리얼 번 - 톰 리건
- 마샤 게이 하든 - 버나 번바움
- 앨버트 피니 - 리오 오배넌
- 존 터투로 - 버니 번바움
- 존 폴리토 - 조니 캐스퍼
- J. E. 프리먼 - 에디 데인
- 스티브 부세미 - 밍크 러루이
- 존 매코널 - 브라이언
- 마이크 스타 - 프랭키
- 앨 맨시니 - 틱택
- 올레크 크루파 - 태드
- 마이클 지터 - 에이돌프
- 마이클 바달루코 - 캐스퍼의 운전수
- 샘 레이미